# アワーズ (商業施設)
ショッピングプラザ アワーズ（英語: Shopping Plaza Awaazu）は、徳島県阿波市阿波町にあるショッピングセンター。北側にはツリーハウスの森が隣接している。

## 沿革
- 1999年（平成11年）3月12日 - マルヨシセンターを核とした商業施設としてオープン[1]。
- 2014年（平成26年）12月 - 阿波町コミュニティマート協同組合から株式会社アワーズクリエイトに営業権を譲渡[2]。

## 交通
- JR徳島線阿波山川駅より車で約10分。
- 徳島自動車道「土成インターチェンジ」より車で約25分。